# Волыны
Волыны — деревня в Шалинском районе Свердловской области России. Входит в состав муниципального округа Староуткинск.
Ранее деревня входила в состав Староуткинского поссовета Шалинского района.
Место работы уральских художников Нины Костиной, Валерия Костина, Геннадия Мосина, Миши Брусиловского, Виталия Воловича, Германа Метелёва, Андрея Антонова, Анатолия Калашникова, Анатолия и Ольги Золотухиных, Виктора Реутова, Леонарда Гусева и других.

## Географическое положение
Деревня Волыны расположена в 7 километрах (по дороге в 8 километрах) к югу от посёлка Староуткинска, на правом берегу реки Утки (левого притока реки Чусовой), выше устья её левого притока — реки Мельничной. В деревне расположен железнодорожный остановочный пункт остановочный пункт 204 км Свердловской железной дороги. В 1 километре выше Волын по течению Утки расположен детский летний лагерь.

## История
Основана на месте скита, где во второй половине XVII века проживали старцы-подвижники.

## Население
| 2002 | 2010 |
| ---- | ---- |
| 30   | ↗32  |